# Posorta
Posorta (ejtsd /pozsorta/, románul: Pojorta) falu Romániában, Erdélyben, Brassó megyében.

## Fekvése
Fogarastól 18 kilométerre délnyugatra, a Fogarasi-havasok lábánál fekszik.

## Története
Fogaras vidéki, majd Fogaras vármegyei román falu volt. Először 1601-ben Possorita, majd 1630-ban Posorita és Posoricza, 1750-ben Posorata néven említették. Brandenburgi Katalin 1630-ban megerősítette posoritai és breázai birtokában Posoritai András boért és apját, Alde Niagreiét. 1722-ben tizenhat kisbojár- és tíz jobbágycsaláddal írták össze. 1765 és 1851 között az első román gyalogezredhez tartozott. A határőrség felállításakor lakói egy része, a jobbágyok, elhagyták a falut és Breázára költöztek, helyükre a hatóságok Ludisorból költöztettek be családokat. 1916-ban harcok helyszíne volt az osztrák–magyar és a román seregek között. Az 1950-es évek elejéig környékén, a hegyekben fegyveres partizántevékenység folyt.
1850-ben 416 lakosából 384 volt román és 31 cigány nemzetiségű; 404 görögkatolikus és 12 ortodox vallású.
2002-ben 149 lakosából 148 volt román és egy ukrán nemzetiségű; valamennyien ortodox vallásúak.

## Fordítás
- Ez a szócikk részben vagy egészben  a   Pojorta című német Wikipédia-szócikk ezen változatának fordításán alapul.  Az eredeti cikk szerkesztőit annak laptörténete sorolja fel. Ez a jelzés csupán a megfogalmazás eredetét és a szerzői jogokat jelzi, nem szolgál a cikkben szereplő információk forrásmegjelöléseként.

## Képek

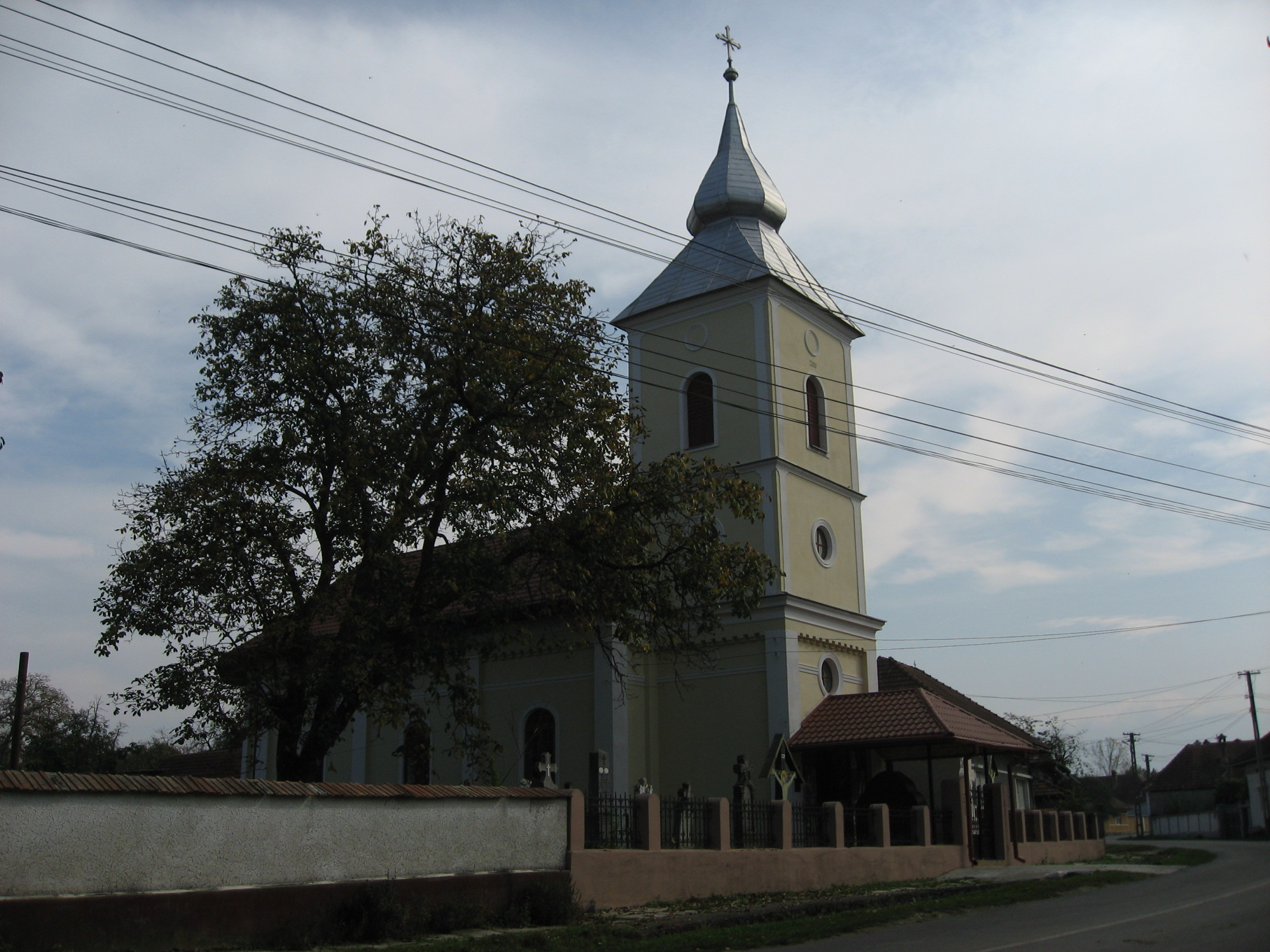
Ortodox templom
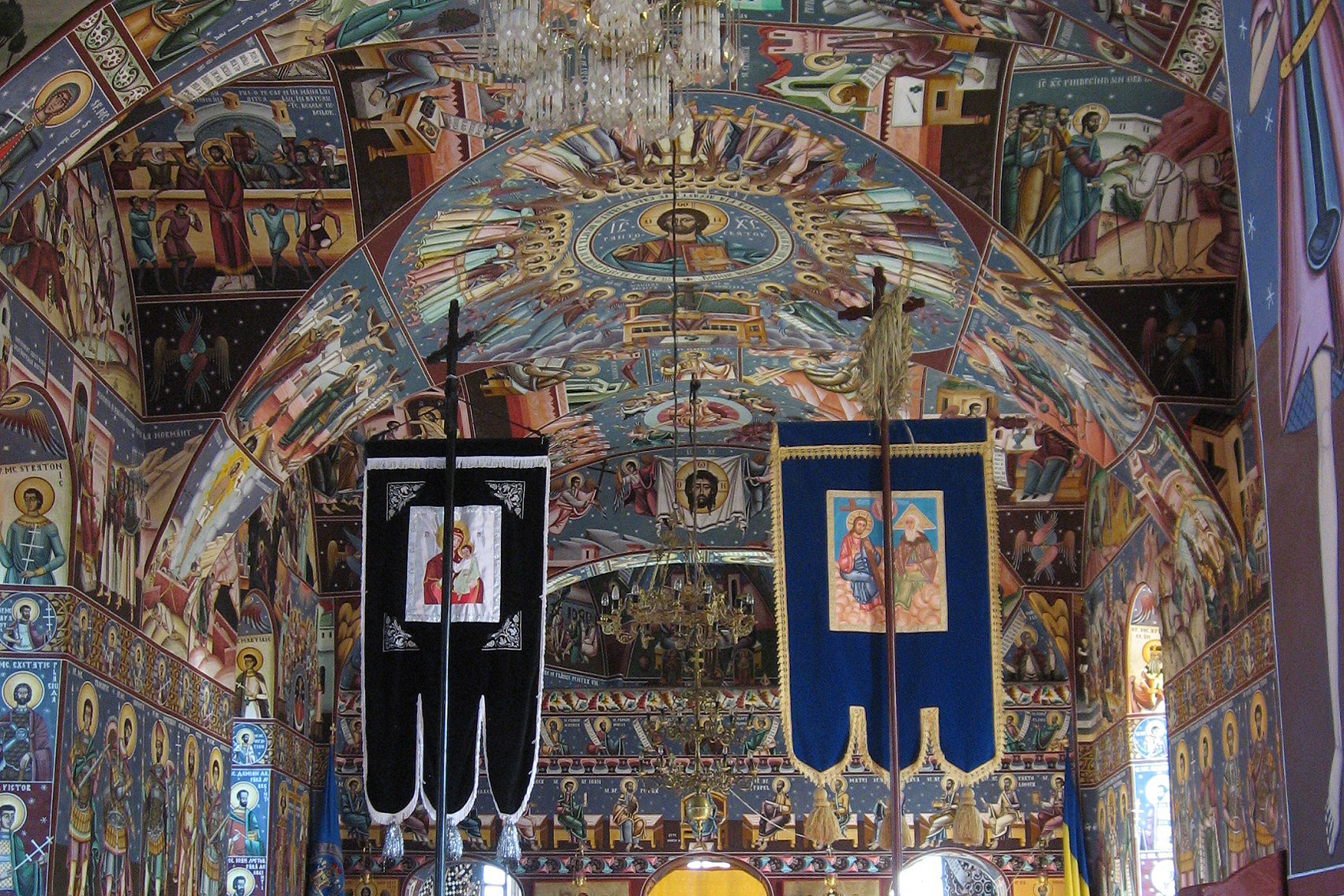
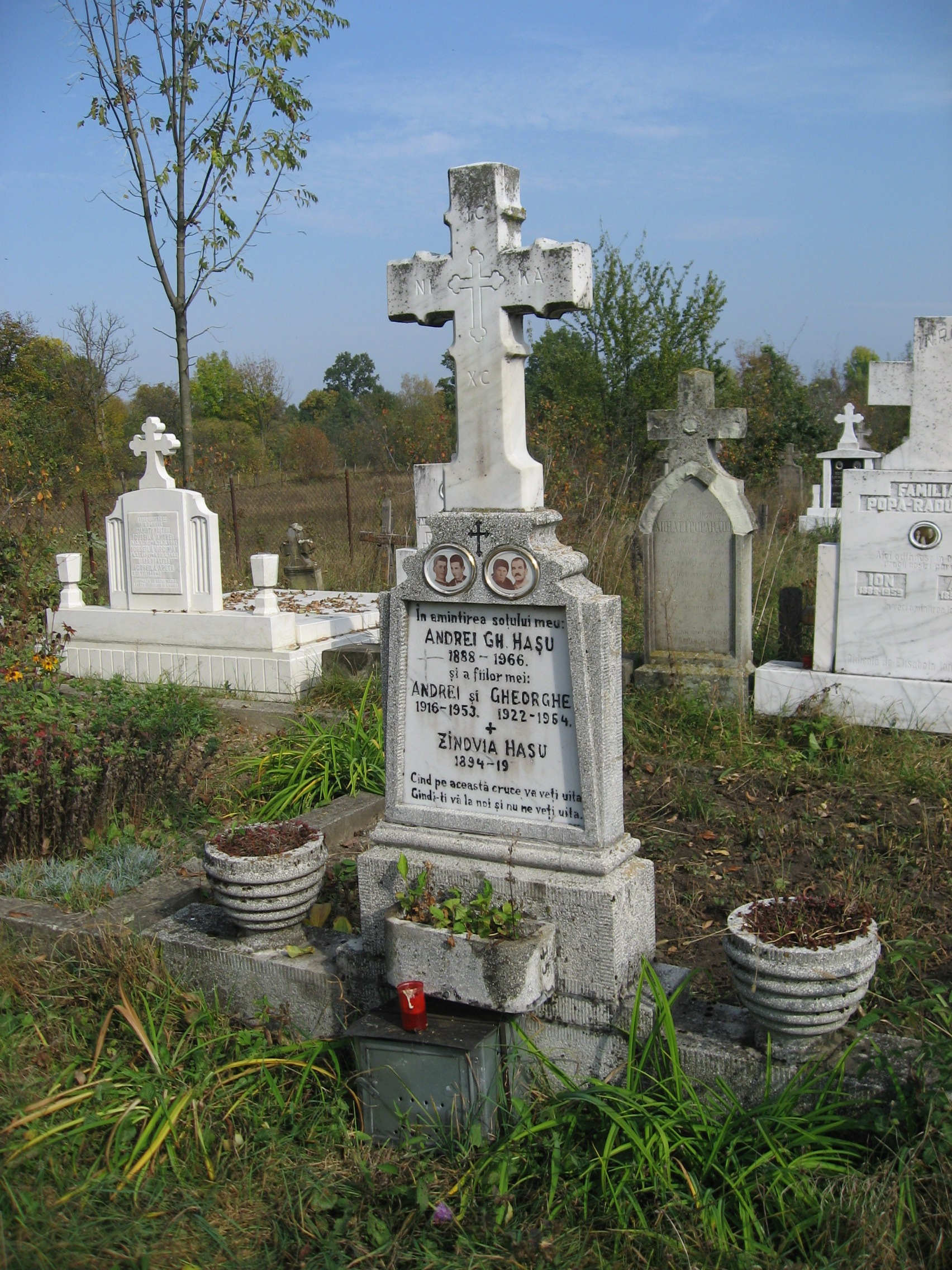
A börtönben, ismeretlen körülmények között elhunyt Andrei és Ghița Hașu partizánok sírja